# Guantánamo
Guantánamo – miasto w południowo-wschodniej części Kuby, stolica prowincji Guantánamo. Zamieszkuje je 244 603 osób, z których większość zatrudniona jest przy uprawie trzciny cukrowej i bawełny.
Miejsce urodzenia Yargelis Savigne, kubańskiej lekkoatletki uprawiającej skok w dal i trójskok, a także Hermesa Ramireza - sprintera.